# لشکرکشی مارکم، رامو و فینیستر
لشکرکشی، مارکم، رامو و فینیستر (انگلیسی: Markham, Ramu and Finisterre campaigns) یکی از نبردهای جنگ اقیانوس آرام بود.